# Хрунов, Владимир Петрович
Владимир Петрович Хрунов (21 мая (3 июня) 1877 года, Оренбург, Российская Империя — 1969 год, Чаплыгин, Липецкая область, РСФСР, СССР) — педагог, учитель естествознания, Заслуженный учитель школы РСФСР, кавалер ордена Ленина. Общественный деятель города Чаплыгин.

## Биография

### Происхождение
Происходит из нетитулованного рода московских дворян Хруновых. По материнской линии его предками были инспектор классов Пажеского корпуса генерал-майор Карл Осипович Оде-де-Сион (1758—1837) и командующий Черноморской эскадрой вице-адмирал Алексей Андреевич Сарычев (1760—1827).

### Рождение, ранние годы

Отец П. А. Хрунов, фото 1900-е годы

Родился в 1877 году в Оренбурге, где его отец военврач Пётр Александрович Хрунов, участник Хивинского похода, в то время в чине коллежского советника заведовал санитарной частью 5-го полка Оренбургского казачьего войска. Мать — потомственная дворянка Елизавета Александровна (1848—1926), урождённая Оде-де-Сион, выпускница Оренбургского института благородных девиц. У Владимира Петровича был один старший, а также трое младших братьев и две младших сестры. Семья довольно часто переезжала с места на место, по мере продвижения отца по службе: до 1882 года Хруновы жили в Оренбурге, затем до 1886 года — в Гельсингфорсе (ныне в Финляндии), до 1894 года — в городе Муром Владимирской губернии и так далее.
Когда Владимиру Петровичу исполнилось 8 лет, его отправили к родственникам в Москву, чтобы он смог учиться в гимназии. По окончании гимназии поступил в императорский Московский Университет. Там он стал учеником профессора Климента Аркадьевича Тимирязева и даже подружился с ним. По семейному преданию, в эти годы Москву иногда посещала камер-фрейлина графиня Александра Андреевна Толстая (1817—1904), дальняя родня и крёстная его матери. Всякий раз Владимир Петрович навещал её по-родственному и угощал особыми московскими калачами, которые графиня весьма любила.
Завершать высшее образование ему пришлось в Казани, где отец уже в чине статского советника служил бригадным врачом 59-й пехотной резервной бригады. В 1903 году окончил Естественное отделение Физико-математического факультета Казанского Университа с дипломом первой степени. Отец, как было принято в семье, отправил его путешествовать в Швейцарию.

### Начало педагогической деятельности
По возвращении из заграничной поездки поступил на химическое отделение Киевского политехнического института. За неимением средств вынужден был в 1906 году прервать обучение и переехать к отцу, который в тот момент служил корпусным врачом 2-го Армейского корпуса, расквартированного в Гродно. Сумел получить место учителя естествознания в Гродненской частной мужской гимназии, и с тех пор педагогика стала его главным занятием.

### В Раненбурге
В 1909 году по приглашению друга переехал в Раненбург (ныне — Чаплыгин), чтобы заступить на место учителя природоведения и географии местной мужской прогимназии. В 1909—1912 годах он предподавал те же предметы и в Раненбургской женской гимназии, а с сентября 1910 года стал секретарём её педагогического совета. В августе 1918 года Комиссариат народного просвещения Раненбургского уезда назначил его председателем Педагогического совета Раненбургской гимназии, позже переименованной в 1-ю школу 2-й ступени.
В 1921 году Раненбургский институт народного образования и находившаяся при нём школа 2-й ступени были преобразованы в Раненбургский педагогический техникум, в котором Владимир Петрович занял должность преподавателя естествознания. Подружился с известным педагогом и автором учебников К. Н. Рашевским (1874—1956), который с 1919 года преподавал в техникуме математику. В 1925 году Владимир Петрович перешёл на должность преподавателя педологии в том же техникуме. Бывал неоднократно командирован на съезды учителей педучилищ в Москву, Ленинград и Воронеж. На съезде в Москве слушал выступления А. В. Луначарского и Н. К. Крупской. К 1937 году педология была фактически запрещена в СССР, и Владимир Петрович вернулся к преподаванию естествознания в Раненбургском педагогическом училище, в которое тогда же был переименован техникум. С ноября 1941 года по сентябрь 1943 года был завучем училища, после чего вернулся к обязанностям преподавателя естествознания. В 1949 году по причине ликвидации училища был назначен учителем биологии в Чаплыгинскую среднюю школу. Вскоре после этого вышел на пенсию.

### Общественная деятельность
С 1911 года Владимир Петрович начал осуществлять в Раненбурге активную общественную деятельность, став членом хозяйственного комитета Раненбургской мужской прогимназии. После Февральской революции стал членом Городской Управы, а с июня 1916 года временно исполнял должность заместителя городского головы. Он также вошёл в редакционный совет газеты «Известия Раненбургского совета рабочих, солдатских и крестьянских депутатов» и был автором некоторых заметок в ней.
После Октябрьской революции продолжил активно участвовать в общественной жизни города. В 1920 году был выбран членом Раненбургского уездного Исполнительного комитета. Несколько раз был выбираем в члены Раненбургского Городского совета — заведовал финансово-бюджетной секцией. Занимал различные должности в уездном отделении Профсоюза работников народного просвещения и являлся старейшим его членом. В 1947 году был избран депутатом Раненбургского городского Совета депутатов трудящихся второго созыва. В 1950 году был вторично избран депутатом Чаплыгинского городского Совета депутатов трудящихся.

## Награды
- 6 июня 1945 года — за заслуги в деле подготовки учителей в годы войны указом Президиума Верховного Совета СССР награждён медалью «За доблестный труд в Великой Отечественной войне 1941—1945 гг.».
- 7 сентября 1946 года — приказом Народного комиссара просвещения РСФСР награждён нагрудным значком «Отличник народного просвещения».
- 19 сентября 1947 года — указом Президиума Верховного Совета РСФСР присвоено звание заслуженного учителя школы РСФСР[8].
- 1 сентября 1951 года — указом Президиума Верховного Совета СССР от награждён орденом Ленина.

## Семья
Был женат на потомственной дворянке Анне Васильевне, урождённой Оде-де-Сион (1870—1952), которая доводилась ему двоюродной сестрой по матери. Её отец поручик Василий Александрович, прототип одного из персонажей романа В. Пикуля «Баязет», умер в Курске, когда Анне Васильевне было 13 лет. Двоюродная тетка по отцу Ольга Алексеевна Философова (урождённая Столыпина), фрейлина императрицы Марии Фёдоровны, взяла её воспитанницей к себе в Зимний дворец. По завершении придворной службы, они вместе переехали из Санкт-Петербурга в Пензу, где поселились в родовом доме Столыпиных. В январе 1903 года Владимир Петрович Хрунов, ещё будучи студентом Казанского уинверситета, женился на Анне Васильевне, их дети:
- Хрунов, Кирилл Владимирович (1904—1943) — военврач, лейтенант государственной безопасности. Умер от болезни на фронте Великой Отечественной войны.
- Шебанова, Ольга Владимировна, урождённая Хрунова (1908—2006) — учитель средней школы, награждена знаком «Отличник народного просвещения».
- Хрунов, Алексей Владимирович (1911—1982) — инженер ЗИЛ.
- Короткова, Мария Владимировна, урождённая Хрунова (1916—2001) — учитель средней школы.

Конечной целью Владимира Петровича была Москва, где у его отца был просторный собственный двухэтажный дом по Аптекарскому переулку, 13 (снесён в 1950-х годах за ветхостью). Сам тайный советник Пётр Александрович Хрунов, выйдя в 1908 году в отставку, поселился там со всей остальной семьёй. Поэтому в первые годы в Раненбурге, ожидая открытия подходящей вакансии в Москве, Владимир Петрович не заботился об обретении собственного жилья, а арендовал весь второй этаж дома с садом по улице Большая (ныне Кирова), принадлежавшего купцу Иванову. Его учительского жалования хватало также на наём экономки и приходящего повара. Летом чета Хруновых вместе с детьми часто навещала Анну Гавриловну Зенкович, незамужнюю богатую родственницу, проживавшую с воспитанницами в собственном имении Краевщина под Киевом. Её гостеприимный дом ежегодно собирал под своей крышей многочисленные ветви семейства Хруновых, разбросанные по просторам Российской империи.
Февральская и Октябрьская революции, хаос Гражданской войны, а также смерть в 1918 году отца и старшего брата окончательно расстроили планы Владимира Петровича переехать в Москву. Доходов теперь стало хватать лишь на наём двух комнат, что для большого семейства Хруновых было очень мало. Однако к началу 1920-х годов ему всё же удалось скопить на покупку деревянного дома по улице Заставной (ныне — Оборонная) 1860 года постройки. Это строение, состоящее из двух срубов, объединённых общей крышей и крыльцом, существует и поныне. В суровые 1930-е годы провинциальный Раненбург был относительно безопасным местом, к тому же служба сына в НКВД обеспечивала семье дополнительную защиту. Поэтому Владимир Петрович, несмотря на тесноту жилища, порой давал у себя убежище тем семьям родственников, кому в столице грозили преследования со стороны карательных органов.

## Память
Как единственному педагогу города Чаплыгин, удостоенному ордена Ленина, ему был посвящена часть экспозиции Городского краеведческого музея, относящейся к образованию. Она состояла из документов и личных вещей, переданных музею им самим и родственниками. Однако в начале 1970-х годов, уже после смерти Владимира Петровича, партийному руководству города стало известно о его дворянском происхождении, а также «генеральском» чине его отца. Было решено, что представителю социально чуждого советскому обществу класса собственников не место в экспозиции музея. Экспозиция была демонтирована, а все экспонаты, связанные с «сыном царского генерала», уничтожены.

## Статьи
- Протокол заседания Совета рабочих, солдатских и крестьянских депутатов от 12 июня 1917 г. / Председатель Шейндельс, Секретарь Куликов // Известия Раненбургского совета рабочих, солдатских и крестьянских депутатов : газета / Редакционный совет: Тюрин, Казанская, Хрунов, Куликов, Казанский и Александров. — Раненбург, 1917. — № 2 (17 июня).
- В. П. Хрунов. Подписка на «3аём Свободы» и пожертвования на нужды войны // Известия Раненбургского совета рабочих, солдатских и крестьянских депутатов : газета / Редакционный совет: Тюрин, Казанская, Хрунов, Куликов и Казанский. — Раненбург, 1917. — № 3 (27 июня).